# Дзараевы
Дзара́евы (осет. Дзаратæ, Дзарайтæ) — осетинская фамилия.

## История и происхождение
До начала XX столетия фамилия проживала в селении Холст Алагирского ущелья. Согласно преданиям, Дзара, Кардан, Тех и При были родными братьями и от них берут своё начало фамилии — Дзараевых, Кардановых, Теховых и Приевых. После Октябрьской революции представители фамилии Дзараевых переселились на равнину, в селения Дур-Дур и Эльхотово.

## Генеалогия
Родственными фамилиями (осет. æрвадæлтæ) Дзараевых являются Кардановы, Теховы и Приевы.

## Известные носители
- Таймураз Русланович Дзараев (1981) — заместитель начальника отдела по надзору за соблюдением федерального законодательства прокуратуры РСО-Алания, прокурор Ардонского района.
- Чермен Русланович Дзараев (1978) — стоматолог-ортодонт, кандидат медицинских наук.